# CL-607
La  CL-607  es una carretera de la Red Básica de la Junta de Castilla y León (España), que une la autovía  A-601  con la carretera  CL-605 , pasando la ciudad de Segovia y el barrio incorporado de Zamarramala. Tiene una longitud de 7,5 km

## Características
De acuerdo al Plan Regional Sectorial de Carreteras 2008-2020 de la Junta de Castilla y León, la carretera mide 7,5 km. Pasa por el Barrio de San Marcos de la ciudad de Segovia y rodea el barrio incorporado de Zamarramala. Durante el trayecto se pueden ver varios edificios religiosos y turísticos, como la Iglesia de Vera Cruz, el Convento de San Juan de la Cruz, la Iglesia de San Marcos, el Santuario de Nuestra Señora de la Fuencisla y el Arco de la Fuencisla.

## Historia
La carretera  CL-607  está formada por tres carreteras y caminos que discurrían por la zona de Zamarramala y el oeste de Segovia:
- Carretera provincial  SG-P-3121  de San Marcos a la venta de San Medel (CL-601) por Zamarramala, entre Zamarramala y la CL-601.
- Camino del Peñigoso, entre Zamarramala y San Pedro Abanto (antigua C-605).
- Carretera  SG-310  (antigua carretera  C-605 ) entre San Pedro Abanto y CL-605.

Hasta el cambio de nomenclaturas del Plan Regional Sectorial de Carreteras 2008-2020, la CL-607 se denominaba  CL-300 

## Tramos
| Denominación | Tramo                                                                       | Longitud | Año servicio |
| ------------ | --------------------------------------------------------------------------- | -------- | ------------ |
| CL-607       | A-601 - Zamarramala                                                         | 2,3      |              |
| CL-607       | Variante de Zamarramala                                                     | 1        | 1993         |
| CL-607       | Zamarramala - San Pedro Abanto (Conversión del antiguo camino del Peñigoso) | 1,5      |              |
| CL-607       | San Pedro Abanto - CL-605 (Reforma)                                         | 2,5      | 2023         |

## Recorrido
| Recorrido principal por Segovia ( A-601 - CL-605 ) | Recorrido principal por Segovia ( A-601 - CL-605 )       | Recorrido principal por Segovia ( A-601 - CL-605 )                            | Recorrido principal por Segovia ( A-601 - CL-605 ) | Recorrido principal por Segovia ( A-601 - CL-605 ) |
| Velocidad                                          | Esquema                                                  | Nombre de la salida                                                           | Carretera que enlaza                               | Notas                                              |
| -------------------------------------------------- | -------------------------------------------------------- | ----------------------------------------------------------------------------- | -------------------------------------------------- | -------------------------------------------------- |
|                                                    |                                                          | Valladolid, Segovia                                                           | A-601                                              |                                                    |
|                                                    |                                                          | Camino                                                                        |                                                    |                                                    |
|                                                    | Caminos                                                  |                                                                               |                                                    |                                                    |
|                                                    |                                                          | Zamarramala Camino                                                            | Calle de la Venta Nueva Camino                     |                                                    |
|                                                    |                                                          | Camino                                                                        |                                                    |                                                    |
|                                                    |                                                          | Camino                                                                        |                                                    |                                                    |
|                                                    | Puente (Camino La Lastrilla)                             |                                                                               |                                                    |                                                    |
|                                                    | Atajo hacia Arévalo                                      | Enlace CL-607                                                                 |                                                    |                                                    |
|                                                    |                                                          | ZAMARRAMALA                                                                   |                                                    |                                                    |
|                                                    | Aparcamiento de tierra                                   |                                                                               |                                                    |                                                    |
|                                                    | Atajo hacia Arévalo Zamarramala                          | Enlace CL-607 Calle del Perchel                                               |                                                    |                                                    |
|                                                    | Zamarramala                                              | Calle Miraflores                                                              |                                                    |                                                    |
|                                                    |                                                          |                                                                               |                                                    |                                                    |
|                                                    | Ermita de San Roque . Zamarramala                        | Calle Real Baja                                                               |                                                    |                                                    |
|                                                    | ZAMARRAMALA                                              |                                                                               |                                                    |                                                    |
|                                                    | SEGOVIA                                                  |                                                                               |                                                    |                                                    |
|                                                    | Iglesia de la Vera Cruz                                  |                                                                               |                                                    |                                                    |
|                                                    |                                                          |                                                                               |                                                    |                                                    |
|                                                    | Aparcamiento restaurante San Marcos                      |                                                                               |                                                    |                                                    |
|                                                    |                                                          | Segovia                                                                       | Calle de San Marcos                                |                                                    |
|                                                    |                                                          | Convento de San Juan de la Cruz . Santuario de Nuestra Señora de la Fuencisla |                                                    |                                                    |
|                                                    | Aparcamiento para buses Pradera de san Marcos            | Aparcamiento para buses Pradera de san Marcos                                 | Excepto bus                                        |                                                    |
|                                                    |                                                          |                                                                               |                                                    |                                                    |
|                                                    | Segovia Hospital Estación de autobuses Todas direcciones | Paseo de Los Hoyos                                                            |                                                    |                                                    |
|                                                    | Entrada Prohibida                                        |                                                                               |                                                    |                                                    |
|                                                    | Arco de la Fuencisla                                     |                                                                               |                                                    |                                                    |
|                                                    |                                                          | Aparcamiento de tierra                                                        |                                                    |                                                    |
|                                                    | Zona comercial                                           |                                                                               |                                                    |                                                    |
|                                                    |                                                          | Atajo hacia Valladolid Punto Limpio                                           | Enlace CL-607 (San Pedro Abanto)                   | (Fin)                                              |
|                                                    |                                                          | Cárnicas Aquilino S.A                                                         |                                                    |                                                    |
|                                                    | Eventos Eresma Arenas Silíceas Gómez Vallejo S.A.        |                                                                               |                                                    |                                                    |
|                                                    | Matadero Vicente de Lucas                                |                                                                               |                                                    |                                                    |
|                                                    | Camino Vía Verde del Eresma                              |                                                                               |                                                    |                                                    |
|                                                    |                                                          | SEGOVIA                                                                       |                                                    |                                                    |
|                                                    | Centro Ecuestre                                          |                                                                               |                                                    |                                                    |
|                                                    | Río Eresma                                               |                                                                               |                                                    |                                                    |
|                                                    |                                                          | Camino                                                                        |                                                    |                                                    |
|                                                    |                                                          | Arévalo N-110 Ávila Torredondo                                                | CL-605 Camino de Cobos                             |                                                    |

| Atajo por Zamarramala - San Pedro Abanto | Atajo por Zamarramala - San Pedro Abanto | Atajo por Zamarramala - San Pedro Abanto | Atajo por Zamarramala - San Pedro Abanto | Atajo por Zamarramala - San Pedro Abanto |
| Velocidad                                | Esquema                                  | Nombre de la salida                      | Carretera que enlaza                     | Notas                                    |
| ---------------------------------------- | ---------------------------------------- | ---------------------------------------- | ---------------------------------------- | ---------------------------------------- |
|                                          |                                          | Valladolid                               | CL-607                                   |                                          |
|                                          |                                          | Segovia                                  | CL-607                                   |                                          |
|                                          |                                          |                                          |                                          |                                          |
|                                          |                                          | Punto limpio "El Peñigoso"               |                                          |                                          |
|                                          | Camino                                   |                                          |                                          |                                          |
|                                          |                                          | Arévalo, Segovia                         | CL-607                                   |                                          |